# Danh sách cầu thủ tham dự Giải vô địch bóng đá Đông Á 2005
Đây là các đội hình tham dự Cúp bóng đá Đông Á 2005 ở Nhật Bản. Mỗi đội hình có 23 cầu thủ, trong đó có 3 thủ môn.

## Trung Quốc
Huấn luyện viên:  Zhu Guanghu
| Số | Vt | Cầu thủ              | Ngày sinh (tuổi)            | Số trận | Câu lạc bộ         |
| -- | -- | -------------------- | --------------------------- | ------- | ------------------ |
| 1  | TM | Liu Yunfei           | 8 tháng 5, 1979 (26 tuổi)   |         | Tianjin Taida      |
| 2  | HV | Feng Xiaoting        | 22 tháng 10, 1985 (19 tuổi) |         | Dalian Shide       |
| 3  | TĐ | Hao Junmin           | 24 tháng 3, 1987 (18 tuổi)  |         | Tianjin Taida      |
| 4  | HV | Zhang Yaokun         | 17 tháng 4, 1981 (24 tuổi)  |         | Sichuan Guancheng  |
| 5  | HV | Li Weifeng (Captain) | 1 tháng 12, 1978 (26 tuổi)  |         | Shenzhen Jianlibao |
| 6  | TV | Zhou Haibin          | 19 tháng 7, 1985 (20 tuổi)  |         | Shandong Luneng    |
| 7  | TV | Zhao Xuri            | 3 tháng 12, 1985 (19 tuổi)  |         | Dalian Shide       |
| 8  | TĐ | Zheng Bin            | 4 tháng 7, 1977 (28 tuổi)   |         | Wuhan Huanghelou   |
| 10 | TĐ | Chen Tao             | 11 tháng 3, 1985 (20 tuổi)  |         | Shenyang Ginde     |
| 11 | HV | Cao Yang             | 15 tháng 12, 1981 (23 tuổi) |         | Tianjin Teda       |
| 13 | TV | Xu Yunlong           | 17 tháng 2, 1979 (26 tuổi)  |         | Beijing Hyundai    |
| 16 | HV | Ji Mingyi            | 15 tháng 12, 1980 (24 tuổi) |         | Dalian Shide       |
| 17 | TĐ | Zou Jie              | 17 tháng 1, 1981 (24 tuổi)  |         | Dalian Shide       |
| 18 | TĐ | Gao Lin              | 14 tháng 2, 1986 (19 tuổi)  |         | Shanghai Shenhua   |
| 19 | HV | Jiao Zhe             | 21 tháng 8, 1981 (23 tuổi)  |         | Shandong Luneng    |
| 20 | TV | Wang Liang           | 19 tháng 7, 1979 (26 tuổi)  |         | Liaoning Zhongyu   |
| 21 | HV | Zhang Yonghai        | 15 tháng 3, 1979 (26 tuổi)  |         | Shenzhen Jianlibao |
| 22 | TM | Li Leilei            | 30 tháng 6, 1977 (28 tuổi)  |         | Shenzhen Jianlibao |
| 23 | TM | Li Jian              | 9 tháng 12, 1977 (27 tuổi)  |         | Chongqing Qiche    |
| 25 | HV | Xie Hui              | 14 tháng 2, 1975 (30 tuổi)  |         | Shanghai Shenhua   |
| 27 | HV | Sun Xiang            | 15 tháng 1, 1982 (23 tuổi)  |         | Shanghai Shenhua   |
| 28 | TV | Li Yan               | 20 tháng 6, 1980 (25 tuổi)  |         | Inter Shanghai     |
| 29 | TĐ | Li Jinyu             | 15 tháng 3, 1979 (26 tuổi)  |         | Shandong Luneng    |

## Nhật Bản
Huấn luyện viên:  Zico
| Số | Vt | Cầu thủ                      | Ngày sinh (tuổi)            | Số trận | Câu lạc bộ           |
| -- | -- | ---------------------------- | --------------------------- | ------- | -------------------- |
| 1  | TM | Seigo Narazaki               | 15 tháng 4, 1976 (29 tuổi)  |         | Nagoya Grampus Eight |
| 2  | HV | Makoto Tanaka                | 8 tháng 8, 1975 (29 tuổi)   |         | Jubilo Iwata         |
| 3  | HV | Takayuki Chano               | 23 tháng 11, 1976 (28 tuổi) |         | Jubilo Iwata         |
| 4  | TV | Yasuhito Endo                | 28 tháng 1, 1980 (25 tuổi)  |         | Gamba Osaka          |
| 5  | HV | Tsuneyasu Miyamoto (Captain) | 7 tháng 2, 1977 (28 tuổi)   |         | Gamba Osaka          |
| 8  | TV | Mitsuo Ogasawara             | 5 tháng 4, 1979 (26 tuổi)   |         | Kashima Antlers      |
| 9  | TV | Seiichiro Maki               | 8 tháng 8, 1980 (24 tuổi)   |         | JEF United Chiba     |
| 12 | TM | Yoichi Doi                   | 25 tháng 7, 1973 (32 tuổi)  |         | FC Tokyo             |
| 14 | HV | Alex                         | 20 tháng 7, 1977 (28 tuổi)  |         | Urawa Red Diamonds   |
| 15 | TV | Takashi Fukunishi            | 1 tháng 9, 1976 (28 tuổi)   |         | Jubilo Iwata         |
| 16 | TV | Masashi Oguro                | 4 tháng 5, 1980 (25 tuổi)   |         | Gamba Osaka          |
| 17 | HV | Yuichi Komano                | 25 tháng 7, 1981 (24 tuổi)  |         | Sanfrecce Hiroshima  |
| 19 | TV | Masashi Motoyama             | 20 tháng 6, 1979 (26 tuổi)  |         | Kashima Antlers      |
| 20 | HV | Keisuke Tsuboi               | 16 tháng 9, 1979 (25 tuổi)  |         | Sanfrecce Hiroshima  |
| 21 | HV | Akira Kaji                   | 13 tháng 1, 1980 (25 tuổi)  |         | FC Tokyo             |
| 22 | HV | Yuji Nakazawa                | 25 tháng 2, 1978 (27 tuổi)  |         | Yokohama F. Marinos  |
| 23 | TM | Yoshikatsu Kawaguchi         | 15 tháng 8, 1975 (29 tuổi)  |         | Jubilo Iwata         |
| 25 | TV | Shinji Murai                 | 1 tháng 12, 1979 (25 tuổi)  |         | Jubilo Iwata         |
| 26 | TV | Yasuyuki Konno               | 25 tháng 1, 1983 (22 tuổi)  |         | FC Tokyo             |
| 27 | TV | Tatsuya Tanaka               | 27 tháng 11, 1982 (22 tuổi) |         | Urawa Red Diamonds   |
| 28 | TV | Keiji Tamada                 | 11 tháng 4, 1980 (25 tuổi)  |         | Kashiwa Reysol       |
| 29 | HV | Teruyuki Moniwa              | 8 tháng 9, 1981 (23 tuổi)   |         | FC Tokyo             |
| 30 | TV | Yuki Abe                     | 6 tháng 9, 1981 (23 tuổi)   |         | JEF United Chiba     |

## CHDCND Triều Tiên
Huấn luyện viên:  Kim Myong-Song
| Số | Vt | Cầu thủ                | Ngày sinh (tuổi)            | Số trận | Câu lạc bộ          |
| -- | -- | ---------------------- | --------------------------- | ------- | ------------------- |
| 1  | TM | Ri Myong-Dok           | 1 tháng 2, 1984 (21 tuổi)   |         | Pyongyang City      |
| 2  | HV | Cha Jong-Hyok          | 25 tháng 9, 1985 (19 tuổi)  |         | Amrokgang           |
| 3  | HV | Hwang Myong-Chol       | 17 tháng 9, 1982 (22 tuổi)  |         | Unattached          |
| 5  | HV | So Hyok-Chol           | 19 tháng 2, 1982 (23 tuổi)  |         | Pyongyang City      |
| 7  | TV | Kim Chol-Ho            | 15 tháng 10, 1985 (19 tuổi) |         | Amrokgang           |
| 8  | TV | Ri Han-Jae             | 27 tháng 6, 1982 (23 tuổi)  |         | Sanfrecce Hiroshima |
| 9  | TĐ | Kim Myong-Chol         | 11 tháng 1, 1985 (20 tuổi)  |         | Amrokgang           |
| 10 | TV | An Jong-Ho             | 11 tháng 3, 1987 (18 tuổi)  |         | Amrokgang           |
| 11 | HV | Han Sun-Il             | 18 tháng 1, 1985 (20 tuổi)  |         | Pyongyang City      |
| 12 | TV | Ri Yong-Gwang          | 15 tháng 8, 1981 (23 tuổi)  |         | Unattached          |
| 14 | HV | Han Song-Chol          | 10 tháng 7, 1977 (28 tuổi)  |         | Unattached          |
| 15 | TV | Kim Yong-Jun (Captain) | 19 tháng 7, 1983 (22 tuổi)  |         | Pyongyang City      |
| 16 | TV | Nam Song-Chol          | 7 tháng 5, 1982 (23 tuổi)   |         | April 25            |
| 17 | TV | Ahn Young-Hak          | 25 tháng 10, 1978 (26 tuổi) |         | Nagoya Grampus      |
| 18 | TV | Kim Song-Chol          | 29 tháng 8, 1983 (21 tuổi)  |         | Kigwancha           |
| 19 | TĐ | Choe Ung-Chon          | 15 tháng 5, 1982 (23 tuổi)  |         | Unattached          |
| 20 | HV | Pak Chol-Jin           | 5 tháng 9, 1985 (19 tuổi)   |         | Amrokgang           |
| 21 | TV | Ryang Yong-Gi          | 7 tháng 1, 1982 (23 tuổi)   |         | Vegalta Sendai      |
| 22 | TĐ | An Chol-Hyok           | 27 tháng 6, 1985 (20 tuổi)  |         | Rimyongsu           |
| 23 | TM | Kim Myong-Gil          | 16 tháng 10, 1984 (20 tuổi) |         | Amrokgang           |
| 25 | TĐ | Pak Song-Gwan          | 14 tháng 8, 1980 (24 tuổi)  |         | Rimyongsu           |
| 28 | HV | Ri Kwang-Hyok          | 17 tháng 4, 1987 (18 tuổi)  |         | Kyonggongop         |
| 31 | TM | Ri Myong-Guk           | 9 tháng 9, 1986 (18 tuổi)   |         | Pyongyang City      |

## Hàn Quốc
Huấn luyện viên:  Jo Bonfrere
| Số | Vt | Cầu thủ                | Ngày sinh (tuổi)            | Số trận | Câu lạc bộ              |
| -- | -- | ---------------------- | --------------------------- | ------- | ----------------------- |
| 1  | TM | Lee Woon-Jae (Captain) | 26 tháng 4, 1973 (32 tuổi)  |         | Suwon Samsung Bluewings |
| 2  | HV | You Kyoung-Youl        | 15 tháng 8, 1978 (26 tuổi)  |         | Ulsan Hyundai Horang-i  |
| 3  | HV | Kim Han-Yoon           | 11 tháng 7, 1974 (31 tuổi)  |         | Bucheon SK              |
| 4  | HV | Kim Jin-Kyu            | 16 tháng 2, 1985 (20 tuổi)  |         | Jubilo Iwata            |
| 5  | HV | Kim Young-chul         | 30 tháng 6, 1976 (29 tuổi)  |         | Seongnam Ilhwa Chunma   |
| 8  | TV | Kim Do-Heon            | 14 tháng 7, 1982 (23 tuổi)  |         | Seongnam Ilhwa Chunma   |
| 9  | TĐ | Lee Chun-Soo           | 9 tháng 7, 1981 (24 tuổi)   |         | Ulsan Hyundai Horang-i  |
| 10 | TĐ | Park Chu-Young         | 10 tháng 7, 1985 (20 tuổi)  |         | FC Seoul                |
| 11 | TV | Choi Tae-Uk            | 13 tháng 3, 1981 (24 tuổi)  |         | Shimizu S-Pulse         |
| 12 | TM | Kim Young-Kwang        | 28 tháng 6, 1983 (22 tuổi)  |         | Chunnam Dragons         |
| 13 | HV | Kim Dong-Jin           | 29 tháng 1, 1982 (23 tuổi)  |         | FC Seoul                |
| 14 | HV | Kim Sang-Sik           | 17 tháng 12, 1976 (28 tuổi) |         | Seongnam Ilhwa Chunma   |
| 15 | TĐ | Kim Jung-Woo           | 9 tháng 5, 1982 (23 tuổi)   |         | Ulsan Hyundai Horang-i  |
| 16 | TĐ | Chung Kyung-Ho         | 22 tháng 5, 1980 (25 tuổi)  |         | Gwangju Sangmu Bulsajo  |
| 17 | TV | Oh Beom-Seok           | 29 tháng 7, 1984 (21 tuổi)  |         | Pohang Steelers         |
| 18 | TĐ | Kim Jin-Ryong          | 9 tháng 10, 1982 (22 tuổi)  |         | Ulsan Hyundai Horang-i  |
| 19 | TV | Hong Soon-Hak          | 19 tháng 9, 1980 (24 tuổi)  |         | Daegu FC                |
| 20 | TĐ | Lee Dong-Gook          | 29 tháng 4, 1979 (26 tuổi)  |         | Pohang Steelers         |
| 21 | TV | Park Ji-Sung           | 25 tháng 2, 1981 (24 tuổi)  |         | Manchester United       |
| 22 | TV | Park Kyu-Sun           | 24 tháng 9, 1981 (23 tuổi)  |         | Chonbuk Hyundai Motors  |
| 23 | TM | Kim Yong-Dae           | 11 tháng 10, 1979 (25 tuổi) |         | Busan I'Park            |
| 27 | HV | Yang Sang-Min          | 24 tháng 2, 1984 (21 tuổi)  |         | Chunnam Dragons         |
| 29 | HV | Kwak Hee-Ju            | 5 tháng 10, 1981 (23 tuổi)  |         | Suwon Samsung Bluewings |